# 大藪俊哉
大藪 俊哉（おおやぶ としや、1934年8月11日 - ）は、日本の会計学者。横浜国立大学名誉教授。元日本簿記学会会長。
1957年横浜国立大学経済学部経営学科卒（沼田嘉穂ゼミ出身）、1959年一橋大学大学院商学研究科修士課程修了（片野一郎ゼミ、飯野利夫ゼミ出身）、横浜国立大学経済学部助手、講師、助教授、1967年経営学部助教授、教授、1985年学部長、2000年定年退官、名誉教授、帝京大学教授。2002年退職。1999年から2002年まで日本簿記学会会長、2002年同顧問。2013年瑞宝中綬章受章。

## 著書
- 『簿記論の要点整理』中央経済社　税理士試験要点整理シリーズ 1969
- 『徹底錬成税理士試験例解講座 第1巻 簿記論』中央経済社 1971
- 『簿記教室 税理士受験』国元書房 1971
- 『徹底錬成例解簿記論』中央経済社 1973
- 『簿記論例解演習』中央経済社 税理士試験徹底錬成講座　1976
- 『税理士受験例解演習簿記論』中央経済社 1977
- 『簿記の計算と理論』税務研究会出版局 1978
- 『簿記論の重点詳解』中央経済社 1983
- 『簿記論講 2 (帳簿組織と特殊問題)』中央経済社 1997
- 『簿記論講 1 (簿記一巡の手続と商品の処理)』中央経済社 1997

### 共編著・監修
- 『簿記原理 簿記講義1』安平昭二共編 有斐閣ブックス　1979
- 『例解簿記演習 簿記講義2』安平昭二共編 有斐閣ブックス　1980
- 『簿記の問題点をさぐる 対談』中村忠共著 税務経理協会 1987
- 『簿記の基本』監修 税務経理協会編 税務経理協会 1999
- 『簿記テキスト』編著 中央経済社 2000

### 翻訳
- N.M.ベドフォード『利益決定論 会計理論的フレームワーク』藤田幸男共訳 中央経済社 1984

## 論文
- <大藪俊哉